# Oggie, la jeune fille et le haricot

Oggie, la jeune fille et le haricot (Titre original : Big Yum Yum) est une bande dessinée érotique de Robert Crumb qui en réalisa le dessin et le scénario en 1963.

## Synopsis
Cette histoire conte les aventures d’un crapaud, Ogden, surnommé Oggie, qui vit au sein d’une immense cité où il s’ennuie à mourir. Un soir d’ivresse, il assassine sauvagement une famille de coccinelles centenaires avec qui il partage une chambre dans les sous-sols de l’université. À son réveil, il découvre une mystérieuse plante enroulée autour de sa jambe qui l'emporte vers les cieux. Oggie finit par atterrir sur une planète offrant un cadre idyllique et une profusion de bienfaits. Mais la planète est déserte et il s’y ennuie rapidement.
Bientôt, il rencontre une énorme créature qu’il confond tout d’abord avec un monstre. Il s’agit en fait d’une grassouillette jeune fille, prénommée Guntra, qui vit nue telle une Ève en son jardin d’Éden. Celle-ci n’a qu’un seul défaut, c’est d'être dotée d'un appétit ogresque et de dévorer tous les petits animaux qui passent à sa portée. Oggie a par conséquent un problème car il tombe peu à peu amoureux de cette ravissante créature qui n’a qu'une seule envie : le manger.

## Historique
Connue aux États-Unis sous le titre de Big Yum Yum, cette histoire, qui est une adaptation des aventures de Jack et le haricot magique, est la première que Robert Crumb ait réalisée. Il évoquait sa création en ces termes en juin 1974 :
« J’avais dix-neuf ans lorsque j’ai conçu cette histoire. J’étais encore puceau… Aujourd’hui, au seuil de la trentaine, elle me semble manquer quelque peu de maturité. J’ai offert la bande à Dana, le jour où je l’ai rencontrée, en gage de mon amour. Nous nous sommes mariés peu après et ces dessins sont allés rejoindre mes premiers carnets de croquis et mon œuvre d’étudiant tourmenté, romantique et fougueux, dans les cartons de l’oubli. Ils y ont dormi plusieurs années. L’heure, pourtant, a sonné de les exhumer et de les présenter au monde. C’est du moins ce que prétend Albert Morse, mon avocat, qui pense que je vais faire fortune avec ça… Sait-on jamais… Quoi qu’il en soit, cette bande m’a coûté beaucoup d’efforts. Six mois de dur labeur… C’était en 1963. J’ai changé depuis et mon dessin aussi, mais le charme innocent qui empreint cette histoire n’échappera à personne. En tout cas, Dana n’y a pas échappé. »
Crumb minimise l'intérêt de sa réalisation, néanmoins cette bande dessinée, certes naïve, présente de nombreux fantasmes qui feront le succès de son œuvre postérieure.

## Publications
La bande dessinée a été publiée : 
- En 1975 par Le journal Pilote du nº 10 au nº 14 ;
- En 1980 chez Dargaud, Big Yum Yum de Robert Crumb – Traduction de Liliane Sztajn - Collection Pilote ;
- En 2005 chez Denoël, Yum Yum Book de Robert Crumb - Collection Denoël Graphic.